# Mont Agung
El Mont Agung o Gunung Agung és un estratovolcà que es troba a Bali, Indonèsia i que és el punt més elevat de l'illa amb els seus 3.031 msnm. Es troba al sud-est del Mont Batur, un altre gran volcà de Bali. Domina la zona circumdant, influint sobre el clima, especialment en els patrons de precipitació.
Els balinesos creuen que el mont Agung és una rèplica del Mont Meru, l'eix central de l'univers. Una llegenda sosté que la muntanya és un fragment del Meru portat a Bali pels primers hindús. El temple més important de Bali, Pura Besakih, està situat als vessants del mont Agung.
L'erupció que va tenir el volcà entre 1963 i 1964 va provocar més de 1.100 morts. El cràter, gran i profund, ha continuat traient fum i cendres de tant en tant des d'aquell moment. El setembre de 2017 incrementà de manera notòria la seva activitat volcànica, cosa que obligà a evacuar a diversos milers d'habitants dels pobles veïns. El 21 de novembre de 2017 el volcà va expulsar un núvol de vapor negre que s'alçà uns 700 metres per sobre el cràter, cosa que va obligar a activar l'alerta del nivell d'aviació a vermell. La pluja de cendra, en almenys 7 poblacions de l'illa, va obligar a evacuar diversos milers de persones.